# 松本ふみか
松本 ふみか（まつもと ふみか）は、2020年までボックスコーポレーションに所属していた日本の元女優である。
女優  四ツ倉フミカは、同一人物である。

## 出演

### テレビドラマ
- やすらぎの郷（2017年4月3日 - 9月29日、テレビ朝日） - 川添夕子 役 準レギュラー
- トットちゃん（2017年10月2日 - 12月22日、テレビ朝日） - 沢田葉子 役
- 明日の君がもっと好き（2018年1月20日 - 3月10日、テレビ朝日）- 藤絵理奈 役
- やすらぎの刻〜道（2019年4月8日 - 2020年3月27日予定、テレビ朝日）- 根来みどり 役
- 時効警察はじめました　(2019年10月11日-2019年12月6日、テレビ朝日)  - Yuri 役

### 映画
- 籠の中（2013年12月7日、全力映画） - 主演
- 明日へ 戦争は罪悪である（2017年） - 葛西由希奈 役

### バラエティー
- 今夜はナゾトレ（2017年12月5日、フジテレビ）
  - 「第9話 恋する美容師殺人事件」（2017年） - 宇祖月子 役
- 痛快TV スカッとジャパン（フジテレビ）
  - 「こんな女は嫌われる2連発」（2018年5月28日） - 北見美登里 役
  - 「金持ち&高学歴自慢な奴らに言ってやったSP」（2018年2月5日） - 樋口結衣 役
- 真夜中の保健室（2019年5月6日、日本テレビ）

### 舞台
- 寺山偏陸 演出「夜空の虹」（2014年） -  えり役
- 倉本聰 作演出「ノクターン-夜想曲」（2015年） - スウ 役
- 倉本聰 作演出「屋根」（2016年） -  根来涼子 役